# Gyachung Kang
Gyachung Kang (tiếng Nepal: ग्याचुङ्काङ, Gyāchung Kāng; tiếng Trung: 格重康峰; bính âm: Gézhòngkāng Fēng) là một ngọn núi nằm trong dãy núi Mahalangur Himal và Himalaya ở Trung Quốc, nó cao giữa Cho Oyu (8,201 m) và Núi Everest (8,848 m). Gyachung Mang nằm trên biên giới giữa Nepal và Trung Quốc. Là đỉnh cao thứ 15 trên thế giới, nó cũng là đỉnh cao nhất gần tới 8000m.

## Lịch sử
Ngọn núi lần đầu được leo bởi bởi Y. Kato, K. Sakaizawa và Pasang Phutar vào ngày 10 tháng 4 năm 1964 và vào ngày hôm sau bởi K. Machida và K. Yasuhisa.
Mặt phía bắc của núi lần đầu được leo lên bởi một đoàn thám hiểm người Slovenia vào năm 1999 và tiếp theo được leo bởi Yasushi Yamanoi vào năm 2002.